# Giro delle Fiandre 1935
Il Giro delle Fiandre 1935, diciannovesima edizione della corsa, fu disputato il 14 aprile 1935, per un percorso totale di 260 km. Fu vinto dal belga Louis Duerloo, al traguardo con il tempo di 7h27'00", alla media di 34,900 km/h, davanti ai connazionali Éloi Meulenberg e Cornelius Leemans.
I ciclisti che partirono da Gand furono 130 mentre coloro che tagliarono il traguardo a Wetteren furono 28.

## Ordine d'arrivo (Top 10)
| Pos. | Corridore          | Squadra                   | Tempo    |
| ---- | ------------------ | ------------------------- | -------- |
| 1    | Louis Duerloo      | Genial Lucifer            | 7h27'00" |
| 2    | Éloi Meulenberg    | Alcyon-Dunlop             | s.t.     |
| 3    | Cornelius Leemans  | Genial Lucifer            | s.t.     |
| 4    | Joseph Moerenhout  | Dilecta-Wolber            | s.t.     |
| 5    | Gerrit van de Ruit | Dossche Sport             | s.t.     |
| 6    | Léopold Roosemont  | Colin-Wolber              | s.t.     |
| 7    | Jules Lowie        | Genial Lucifer-Hutchinson | s.t.     |
| 8    | Edgard De Caluwé   | Dilecta-Wolber            | a 2'00"  |
| 9    | Frans van Hassel   | Genial Lucifer            | s.t.     |
| 10   | Gaston Rebry       | Alcyon-Dunlop             | a 2'15"  |